# Sara Forsberg
Sara Maria Forsberg conocida profesionalmente como SAARA (previamente como Smo, Smoukahontas o Smokahontas), es una cantante, compositora, personalidad de YouTube, actriz, comediante, multinstrumentista e imitadora finlandesa.

## Biografía

### Primeros años
Nació el 2 de mayo de 1994 en Jakobstad, Finlandia, de padre finlandés, nacido en Suecia, y madre finlandesa. Cuando era niña, vivió en Texas y el Reino Unido durante un período de tiempo, antes de regresar a Finlandia a los seis años. Su familia era miembro de la religión bautista. Forsberg estudió para convertirse en chef, y trabajaba como cajera de un supermercado antes de embarcarse en una carrera como cantante.

### Presente: fama en YouTube, carrera musical y Skiptrace
Desde que su video "What Languages Sound Like to Foreigners" (Como suenan los idiomas para los extranjeros) fue publicado en YouTube el 3 de marzo de 2014 en su canal Smoukahontas Oficial (que posteriormente se fue convertido a "Saara"), fue visto más de 12 millones de veces. Su habilidad para imitar acentos y las melodías de voz de diferentes idiomas, que incluyen japoneses, Inglés británico y americano con acento de California, francés, italiano, árabe y español, usando palabras principalmente inexistentes, fue elogiado por los medios de comunicación en varios países.
En la primera secuela de su serie de videos de idiomas, ella volvió a realizar algunos de los idiomas del video inicial y añadiendo otros nuevos, entre ellos "algo de África" y "Escocesa". En otra secuela, su video "Una chica, 14 Géneros”, imitó una serie de géneros musicales (Desde Jazz a Ópera), mostrando su amplio rango vocal. Fue gracias a este video que Saara captó la atención de diversas compañías discográficas.
En abril de 2014, se reveló que Forsberg había firmado un acuerdo de desarrollo con la compañía de producción / distribución Omnivision Entertainmen/My Damn Channel. En virtud del acuerdo de varios años, Sara y Omnivision Entertainment co-crearán el contenido que esté disponible en el sitio web de My Damn Channel, y los canales de YouTube "West Toast TV" y "Saara".
En julio de 2014, se confirmó que Forsberg había firmado un contrato con Capitol Records con Rodney Jerkins actuando como su productor ejecutivo. El presidente y CEO de Capitol Records , Steve Barnett, dijo que los únicos artistas con los que había tenido la misma sensación que con Forsberg fueron Adele y Sam Smith. Forsberg es la primera persona de Finlandia en obtener un contrato con una de las más grandes compañías discográficas estadounidenses . Su primer single "Ur Cool" fue lanzado el 21 de abril de 2015.
En octubre de 2014, se reveló que Forsberg tiene un pequeño papel en la película “Skiptrace”, una producción Hong Kong-China-estadounidense dirigida por el director finlandés Renny Harlin. En junio de 2015, participó en la canción "Vauvoja" del artista finlandés Kasmir . La canción llegó a alcanzar el número uno en las descargas de Finlandia y listas radiofónicas.
En julio de 2015, se reveló que Forsberg posee crédito de escritura y composición musical de la canción “You Think” del famoso grupo de K-pop Girls Generation.

## Discografía

### Sencillos
- Ur Cool (2015)

### Colaboraciones
- Vauvoja (con Kasmir, 2015)